# Frédéric Chevillon
Pour les articles homonymes, voir Chevillon.
Frédéric Chevillon, né le 12 janvier 1879 à Marseille (Bouches-du-Rhône) et mort pour la France le 21 février 1915 aux Éparges (Meuse), est un homme politique français.

## Biographie
Il est le fils de Joseph Chevillon, député des Bouches-du-Rhône et maire d'Allauch, étudiant en Histoire de 1898 à 1900 à Marseille, licencié en Lettres. Il est attaché au cabinet du ministre de la Marine, Camille Pelletan. Il est élu, comme son père, maire d'Allauch le 5 juin 1910. Durant son court séjour en tant que maire, il continue l'œuvre de son père en améliorant les trajets en tramways en les rendant directs jusqu'à Marseille. Il fait des avancées sociales dans les écoles ou encore la construction de nouveaux bâtiments. Il entre en 1912 à la Chambre, où il siège au sein de la Gauche radicale. Il est nommé secrétaire de la Chambre.
Parti comme simple soldat de l'armée territoriale, au 44e R.I.T, en 1914, il y côtoie notamment André Maginot et Léon Abrami. Il écrit : « il est normal que les élus soient à côté des électeurs souffrant leurs misères, courant les mêmes risques, surtout ceux qui ont voté la loi de trois ans et se sont faits les défenseurs de la Patrie en temps de paix... les mots ne sont rien, les actes seuls comptent. Les députés qui auront versé leur sang pour le pays auront mieux servi la République que tous les parleurs en Chambre ».
Caporal, puis sergent, il est nommé sous-lieutenant, au bout d'un mois, dans l'infanterie. Il demande à passer dans l'armée d'active et est affecté le 28 septembre 1914, au 132e régiment d'infanterie de Reims. Il est cité deux fois pour des faits de guerre, la deuxième fois, à l'ordre du jour de l'armée et proposé pour la Légion d'honneur : « Très belle attitude au feu. A fait preuve d'une bravoure, d'un calme et d'un sang froid indiscutables », dit le Journal officiel.
Sorti de la tranchée en criant « Vous allez voir comment on meurt dans le 15e corps », il meurt au champ d'honneur à l'âge de 36 ans le 21 février 1915, au cours de la bataille des Eparges. 
C'est le cinquième député mort pour la France, mais sa disparition eut un retentissement national. La mort de Frédéric Chevillon a eu pour effet de retourner totalement l’opinion publique en faveur des combattants méridionaux, injustement soupçonnés de faiblesse. Alexandre Millerand, ministre de la Guerre et Paul Deschanel, président de la Chambre, ont d'ailleurs en cette occasion solennellement réhabilité le 15e corps d'armée à travers le sacrifice du jeune député-maire.
Son corps ne sera jamais identifié : le nom du jeune député-maire figure sur une plaque funéraire solennellement dévoilée en 2015 sur l'un des monuments funéraires des Éparges par le Président en fonction de l'Assemblée Nationale. Le nom de Frédéric Chevillon figurait déjà sur le monument en marbre dédié aux députés morts pour la France durant la Grande Guerre, placé dans la Salle des Quatre Colonnes de l'Assemblée nationale.

## Décorations
- Chevalier de la Légion d'honneur
- Croix de guerre 1914–1918

## Hommages
Son nom a été donné à une rue par plusieurs communes : Allauch, Plan-de-Cuques, Marseille ou Arles.
Un monument commémoratif sculpté par Henri-Charles Raybaud, représentant Frédéric Chevillon en pied recevant de la France un sabre pour la défendre, est édifié en 1922 à Marseille, place de la Corderie (13001). 